# Glenea maunieri
Glenea maunieri là một loài bọ cánh cứng trong họ Cerambycidae.